# 旺角黑夜
《旺角黑夜》是2004年香港電影，文藝導演爾冬陞改變風格醞釀三年的警匪片。藉由一個到香港尋找失蹤女友的大陸殺手，和一個妓女誤打誤撞、亡命24小時的故事，以犀利的手法，剖開旺角這個五光十色、龍蛇混雜、日間人口密度極高的地區：黑社會鼠輩、鄉下來的殺手、警察、妓女交錯複雜的生態。方中信亦回歸並重演當年《鎗王》內的角色。 雖然節奏猛烈不再道德，但仍保有爾冬陞一貫的寫實風格與細膩的人物刻劃，獲得第二十四屆香港電影金像獎最佳導演及最佳編劇兩項大獎。

## 劇情簡介
事件起於兩幫小混混為爭奪客人大打出手，導致一方老大「阿添」的兒子意外死亡。情報組的苗sir奉命調查這個案件，他收到消息指阿添已經透過中間人「老六」收買了一名「污鼠（殺手）」，要幹掉另一方老大「阿九」。為了防止兩幫衝突擴大，他與一班手下開始急切的尋找這名殺手。來福是個單純的鄉下青年，沒有殺人經驗，因為窮，也為了尋找失蹤女友素兒，才到香港接下這宗殺人生意。
剛到香港的來福，人生地不熟，在一間小旅館裡遇到被欺負的妓女丹丹，替她解了圍。丹丹偶然見到來福袋裡的大把鈔票（來福殺人的一半酬金），便熱心的為來福帶路。兩人互訴遭遇之後，漸漸產生了相濡以沫的感情。警方鍥而不捨的追蹤，令來福不得不在鬧市連開三鎗才得以走脫。此時來福發現引介他的同鄉老六竟是出賣他的人，差點殺了他，在丹丹的勸說下改變了主意，扔了鎗打算和丹丹一起回鄉。偏偏在此時撞上了欺負丹丹的流氓，沒了鎗的來福被打的頭破血流。而警察尋找了一夜並未發現來福，卻意外破獲一名毒販，便在便利店門口吃宵夜慶功。結果警察遇見了滿臉是血的來福，在便利店旁的垃圾桶翻出槍打傷流氓。來福又槍殺迎面衝來的菜鳥警員志彬後逃竄，苗sir追上前去一槍打死來福。來福死後，心灰意冷的丹丹選擇永遠離開香港這塊傷心地。

## 演員表
| 演員   | 角色                                    | 備註                                                   |
| ------ | --------------------------------------- | ------------------------------------------------------ |
| 吳彥祖 | 林來福                                  | 污鼠（殺手）                                           |
| 張栢芝 | 劉丹丹                                  | 妓女                                                   |
| 方中信 | 苗志舜／苗Sir（重演《鎗王》內同一角色） | 情報組組長                                             |
| 錢嘉樂 | 李國民／阿鬼                            | 情報組組員                                             |
| 王合喜 | 何若偉（阿偉）                          | 情報組組員                                             |
| 吳瑞庭 | 吳子強 （大強）                         | 情報組組員                                             |
| 林子博 | 戚偉堅 （阿堅）                         | 情報組組員                                             |
| 何慕詩 | 馮素珍 （阿珍）                         | 情報組組員                                             |
| 梁俊一 | 任志彬（彬仔）                          | 新人警察                                               |
| 林雪   | 老六                                    | 掮客                                                   |
| 徐美娜 | 老六妻                                  |                                                        |
| 車保羅 | 口水光                                  | 線人 以前苗Sir警校同期同學 有吸毒的習慣                |
| 陳望華 | 華哥                                    | 公寓客人 打來福的流氓 不滿劉丹丹以返回內地為理由敷𧗠其 |
| 彭懷安 | 老虎                                    |                                                        |
| 李燦森 | 靚輝                                    |                                                        |
| 馮頌晴 | 林素兒                                  | 來福女友                                               |
| 阮民安 | 靚輝手下                                | 賣假勞力士的                                           |
| 陳法蓉 | 苗Sir前妻                               |                                                        |
| 方平   | 九哥                                    | 旺角老大                                               |
| 孫力民 | 添哥                                    | 旺角老大                                               |
| 劉紅豆 | 添哥妻                                  |                                                        |
| 侯煥玲 | 素兒祖母                                |                                                        |
| 鮑起靜 | 女義工                                  | 照顧素兒祖母的                                         |
| 劉錫賢 | 夜總會經理                              |                                                        |
| 江美儀 | 夜總會媽媽生                            | 侮辱林素兒是妓女                                       |
| 丁羽   | 茶餐廳老板                              |                                                        |
| 惠天賜 | 苗志舜之上級                            |                                                        |
| 查傳誼 | 警官                                    |                                                        |
| 區軒瑋 | 警官                                    |                                                        |
| 戚務振 | 破門的警官                              |                                                        |
| 黃偉輝 | 喪寶                                    |                                                        |

## 工作人員
- 出品人：林小明、竇守芳
- 監製：方平
- 編劇、導演：爾冬陞
- 行政監製：林小強
- 行政策劃：鄭劍鋒、林炳坤
- 策劃：羅曉文
- 統籌：陳偉楊
- 攝影指導：姜國民 (HKSC)
- 剪接：張嘉輝 (HKSE)
- 原創音樂：金培達
- 動作指導：錢嘉樂
- 美術指導：馬光榮
- 造型設計：余家安
- 服裝指導：馮君孟、關美寶
- 第二組導演：陸劍明
- 第二組攝影：陳偉年
- 副導演：石少麟、曾紹廷、吳秀華

## 影片評價
從《新不了情》到《忘不了》，爾冬陞向來以比較文藝的人文電影風格取勝，注重描述低下階層，由廟街的街頭藝人至公共小巴士司機，爾冬陞都會用沉實不誇張的平凡細節去表現他們的日常生活。本片表面上一改風格拍警匪題材，與前作並不相同，但仍然有著一貫細膩及關注弱勢少數階層的風格。殺手、警察等警匪片裡常被神化、臉譜化的人物都被還原到其本來面目，殺手不再玩酷或神乎其技。來福不是一心想殺人，只是藉機尋找女友下落。他對妓女丹丹原有一點點鄙視，到發現女友可能也已淪落風塵，而自己也同樣為了錢在做不光彩的事，才對丹丹產生相濡以沫的同情。
而警察這條線的處理更加細膩，既有背負心理包袱的上司、經驗老道的老警察、也有初生之犢。他們要在短時間內防止事件擴大，其中的過程與意外描述的極為細膩。警察也是普通人，也有心理負擔。透過新警察與老警察的對比，把一般人對“老油條”的鄙視扭轉過來，指出衝動、為“正義”殺人不是絕對正確這個雖淺卻容易為人忽略的道理。新警察誤殺疑犯上司護短的事件中，再一次反省警方殺人的心理狀態，發掘人性懦弱的一面，正是爾冬陞一貫的人文作風。

## 幕後花絮
- 本片的故事靈感來自爾冬陞的警察友人，為了尋找一個持槍男子緊張了一夜，天亮時卻在便利店門前碰到了嫌犯的經歷。至於小隊長為粉飾誤殺而栽贓的事件，也是警界流傳的說法。兩幫黑道火拼也是真有其事，連兩位“大哥”的名字都是當事人。

- 除了電影裡原有的情節，其實爾冬陞還為苗警官與前妻、線人口水光、中間人老六拍了一些背後的故事，最後剪接取捨的時候沒有放進電影，只收錄在香港版的《旺角黑夜》DVD-9裡。

- 爾冬陞因本片獲得香港電影金像獎時的致詞
  - 最佳編劇：「第一個獎就頒編劇，可見編劇的地位有多低。今年是我入行——小時候當童星不算——三十年，我想這個獎對我意義很大。我想趁這個機會多謝以前所有同我合作的公司、演員和工作人員。感謝我的家人，多謝我媽在我每次寫劇本情緒隨劇中人波動的時候對我百般容忍。還有，多謝我女朋友，多謝大家。」
  - 最佳導演：「多謝寰宇電影公司的支持，因為這部戲我是找到第五間公司才找到投資的。所以這個故事就是：當導演要有毅力，要鍥而不捨，到最後一定有個老板會受騙的。」

## 拍攝場地
- 前流浮山警署、振榮街、中港客運碼頭入境櫃位、吳淞街熟食市場、普慶廣場花園、中港城、竹篙灣地盤及醫院。

## 香港版和內地版的差異
香港版和中國內地版除了粵語和普通話的差別之外，內容也有些微不同，內地版刪去了一些血腥的鏡頭，雖然情節上並無影響，但片長短了三、四分鐘，保留下來的部分也有些微差異，列舉如下：
- 事件時間
  - 香港版：沒有特指年份，僅標示“前天”“昨天”“12月24日今天”
  - 內地版：標示為“1996年”
- 來福與丹丹的家鄉
  - 香港版：中國大陸
  - 內地版：來福在家鄉打鳥時，標示為“東南亞某漁港”，丹丹則自稱來自南洋
- 老虎找靚輝算賬時，香港版裡老虎用酒瓶砸靚輝腦袋，內地版沒有這個鏡頭
- 老六打電話找殺手，對方說要十五萬時，老六說：
  - 香港版：你以為打伊拉克？殺個人要十五萬？
  - 內地版：他以為打誰啊？他媽弄個人要十五萬？
- 來福找到素兒祖母時，祖母說：
  - 香港版：五月溝窮啊
  - 內地版：五月溝好啊
- 兩黑幫火拼後，警察高層開會，惠天賜問：哪兩幫？
  - 香港版：和記和Number
  - 內地版：阿添和阿九
- 香港版來福重遇華哥時，被暴打數分鐘，內地版刪了數個暴力及來福血流滿面的鏡頭，比如港版中華哥按來福的頭撞了五下門鎖，內地版只在門外聽見兩下聲音。港版華哥打完來福，門打開時，來福血流滿面的倒下，內地版沒有這個鏡頭，並自此開始畫面轉為黑白，一直到結束，港版仍是彩色的。
- 內地版刪除了志彬中鎗後所有志彬的鏡頭，包括子彈入喉鮮血上湧時震撼的音效，倒地喉嚨噴血的鏡頭，連苗sir追來福時起步的幾個鏡頭，因為帶到了志彬，都全數刪除。
- 苗對來福開槍時，港版大喊：“不要啊”，內地版則是大喊“啊——”。之後港版鏡頭閃回便利店前奄奄一息的志彬，阿鬼絕望的握住他的手，再帶回在地上喘息的來福，數秒後才切到醫院裡的素兒。內地版則直接切到醫院。
- 內地版結尾多了一句丹丹的獨白：「與來福的相遇，改變了我的一生，我要重新做人，再也不過從前的日子了。

## 獎項
| 頒獎典禮                   | 獎項               | 名字           | 結果 |
| -------------------------- | ------------------ | -------------- | ---- |
| 第24屆香港電影金像獎       | 最佳電影           | 旺角黑夜       | 提名 |
| 第24屆香港電影金像獎       | 最佳導演           | 爾冬陞         | 獲獎 |
| 第24屆香港電影金像獎       | 最佳編劇           | 爾冬陞         | 獲獎 |
| 第24屆香港電影金像獎       | 最佳男主角         | 方中信         | 提名 |
| 第24屆香港電影金像獎       | 最佳男主角         | 吳彥祖         | 提名 |
| 第24屆香港電影金像獎       | 最佳女主角         | 張栢芝         | 提名 |
| 第24屆香港電影金像獎       | 最佳攝影           | 姜國民         | 提名 |
| 第24屆香港電影金像獎       | 最佳剪接           | 張嘉輝         | 提名 |
| 第24屆香港電影金像獎       | 最佳動作設計       | 錢嘉樂         | 提名 |
| 第24屆香港電影金像獎       | 最佳原創電影音樂   | 金培達         | 提名 |
| 第24屆香港電影金像獎       | 最佳音響效果       | 聶基榮、陳振邦 | 提名 |
| 第41屆金馬獎               | 最佳劇情片         | 旺角黑夜       | 提名 |
| 第41屆金馬獎               | 最佳導演           | 爾冬陞         | 提名 |
| 第41屆金馬獎               | 最佳攝影           | 姜國民         | 提名 |
| 第41屆金馬獎               | 最佳動作設計       | 錢嘉樂         | 提名 |
| 第5屆華語電影傳媒大獎      | 最佳電影           |                | 提名 |
| 第5屆華語電影傳媒大獎      | 最佳導演           | 爾冬陞         | 提名 |
| 第5屆華語電影傳媒大獎      | 最佳男主角         | 方中信         | 獲獎 |
| 第5屆華語電影傳媒大獎      | 最佳女主角         | 張栢芝         | 提名 |
| 香港電影編劇家協會         | 最佳劇本           | 爾冬陞         | 獲獎 |
| 香港電影導演會             | 最傑出導演         | 爾冬陞         | 獲獎 |
| 香港電影導演會             | 最受推介電影       |                | 獲獎 |
| 第11屆香港電影評論學會大獎 | 最佳導演           | 爾冬陞         | 獲獎 |
| 第11屆香港電影評論學會大獎 | 推薦電影           |                | 獲獎 |
| 明報周刊演藝動力大獎2004   | 最突出電影         |                | 獲獎 |
| 明報周刊演藝動力大獎2004   | 最突出電影幕後精英 | 爾冬陞         | 提名 |
| 第49屆亞太影展             | 香港區代表         |                | 提名 |
| 巴塞隆拿電影節             | 觀摩電影           |                |      |